# Paragon Software Group
Die Paragon Software Group ist ein deutsches Softwareentwicklungsunternehmen, das unter anderem Datensicherungs- und Partitionierungssoftware für Windows und Mac OS X anbietet. Führungsunternehmen der Gruppe ist die Paragon Technologie GmbH, Systemprogrammierung in Freiburg im Breisgau. Die amerikanische Paragon Software Group Corporation hat ihren Sitz in Irvine, Kalifornien und steuert eine Niederlassung in China. Weitere Töchter und Niederlassungen der Gruppe befinden sich in Tokio, Japan, in Częstochowa, Polen und in Moskau, Russland.

## Geschichte
Das Unternehmen wurde 1994 von Studenten des Moskauer Instituts für Physik und Technologie (MIPT) unter Führung von Konstantin Komarov gegründet. Nur ein Jahr später bildete Paragon einen separaten Geschäftsbereich „Smart Handheld Devices Division“ (SHDD) für das Geschäft mit Software auf Handheld-Geräten. Ab Juni 1998 teilte sich Komarov die Geschäftsführung mit Max Gramespacher, der gleichzeitig als Geschäftsführer des IT-Dienstleisters ComKom Gesellschaft für Computer & Kommunikation in Bad Neuenahr-Ahrweiler, ab September 1999 in Aitern tätig war. Im April 2002 schied Gramespacher jedoch wieder aus der Geschäftsführung bei Paragon Technologie aus und konzentrierte sich allein auf die Führung der ComKom. 
Im Jahr 2007 verlegte die Paragon Technologie GmbH ihren Sitz von Buggingen nach Freiburg.

## Geschäftsbereiche

### Paragon System Utilities
Softwarelösungen für Storage Management und Datensicherung auf Heimcomputern und Servern in Unternehmen und Behörden mit den Home-Produkten Festplatten Manager, Drive Copy, Partition Manager und Backup & Recovery für Microsoft Windows, sowie Hard Disk Manager für OS X. Für mittlere und große Unternehmen wird zusätzlich Paragon Protect & Restore und Paragon Deployment Manager angeboten. 
Einen besonderen Schwerpunkt bildet die Entwicklung von universellen Dateisystemtreibern (UFSD). Diese werden sowohl für eingebettete Systeme als auch für den Einsatz auf Heimcomputern angeboten. Auf Datenträgern, die mit Linux-Dateisystem ext2, ext3, oder ext4, im Windows-Dateisystem NTFS oder unter OS X in HFS+ eingerichtet sind, kann damit nicht nur über das jeweils zugehörige, sondern auch über eines der beiden anderen Betriebssysteme gelesen und geschrieben werden.   

### Smart Handheld Devices Division (SHDD)
Der Geschäftsbereich SHDD bietet kundenspezifische Anwendungen für mobile Geräte wie PDAs und Smartphones, heute insbesondere die Slovoed Wörterbuch-Technologie, die unter anderem in den Smartphone-Apps von Duden (seit 2007), PONS, Langenscheidt und dem Oxford English Dictionary Verwendung findet. Unter dem Namen Slovoed werden aber auch eigene Wörterbücher in Form von Apps herausgegeben. Die Wörterbuch-Technologie wurde erstmals im Jahre 2000 veröffentlicht, für das mobile Betriebssystem Palm OS. Des Weiteren wird ein SDK für Handschrifterkennung namens PenReader vertrieben.
Unter dem Markennamen epocware wird Software für Nokias Symbian-OS angeboten.

## Verbreitung
Paragon vertreibt seine Produkte über Wiederverkäufer, Distributoren oder als OEM-Produkte (gebündelt mit Produkten von Hardwareherstellern) sowohl an Privatkunden, als auch an Unternehmen. Die von der Paragon Software Group entwickelten Technologien werden unter anderem in Produkten von Dell, Toshiba, NEC, Siemens, Phoenix Technologies, Microsoft und Nokia eingesetzt. Im Bereich Datenbackupsoftware zählt Paragon Software Group zu den Marktführern. Paragon Backup & Restore war im Jahr 2013 nach Acronis True Image und Macrium Reflect die am dritthäufigsten verwendete reine Backup-Software.